# کوپرتینو (کالیفرنیا)
کوپرتینو (به انگلیسی: Cupertino) یک شهر در شهرستان سانتا کلارا، ایالت کالیفرنیا در ایالات متحده، مستقیماً غرب سن خوزه در لبهٔ غربی دره سانتا کلارا با بخش‌هایی که تا دامنهٔ کوهستان‌های سانتا کروز توسعه یافته‌اند می‌باشد. کوپرتینو یازدهمین شهر ثروتمند در ایالات متحده می‌باشد. این شهر با جمعیتی بیش از ۵۰٬۰۰۰ نفر با برآورد درآمد سرانهٔ ۵۱٬۹۶۵ دلار و متوسط درآمد خانوار بیش از ۱۶۰٬۰۰۰ دلار است. به عنوان مثال بسیاری از خانواده‌ها به دو یا بیشتر منبع درآمد برای پاسخگویی به هزینه‌های بالای اموال و زندگی نیازمندند. در سرشماری ۲۰۱۰ جمعیت کوپرتینو ۵۸٬۳۰۲ نفر بود. فوربز آن را به عنوان یکی از شهرستان‌های کوچک دارای بیشترین افراد تحصیل کرده رده‌بندی کرد. این شاید بهترین شناخت از شهر زادگاه دفاتر مرکزی شرکت اپل باشد. مجله مانی، در سال ۲۰۱۲، در فهرست بهترین شهرستان‌های کوچک آمریکا، کوپرتینو را در رتبه ۲۷ در کل کشور و جایگاه دوم در ایالت کالیفرنیا رتبه‌بندی کرد.